# Знак повтора
«Знак повтора» (″) — типографский символ (знак), представляющий собой двойной штрих, указывающий, что слово(а), цифра(ы) или символ(ы), обозначенные над ним, будут повторяться.
Например:
| Кабель принтера, USB |  | 1,5 м |
| ″ ″ , ″              |  | 3,0 м |
| ″ ″ , ″              |  | 6,0 м |
В Юникоде этот знак имеет код U+2033. Этот знак используется во многих языках, однако в некоторых вместо него могут применяться знаки („) или (»). В русском языке может обрамляться с обеих сторон горизонтальными линиями: —″—, в некоторых случаях: —//— и т. п.